# Festival musicale

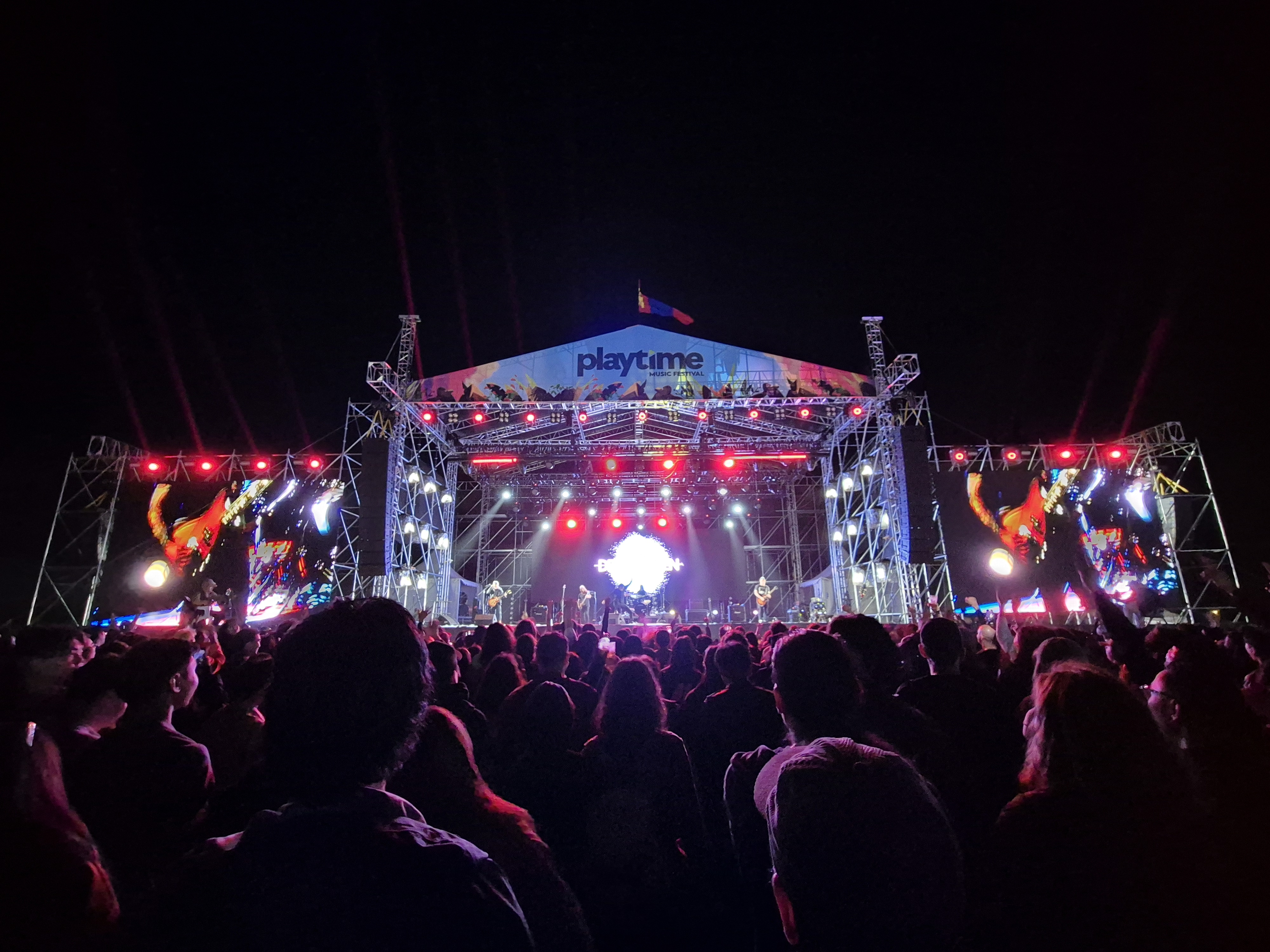
Festival musicale

Un festival musicale è un festival ruotante principalmente attorno allo svolgimento di concerti, in uno o più giorni. Più d'ogni altro tipo di festival e soprattutto negli ultimi anni è divenuto in più casi un contenitore per, oltre che la musica, ulteriori attività extramusicali quali per esempio il cinema, la danza, la performance, la letteratura, la poesia.

## Storia
Il fenomeno dei festival musicali ha la sua rilevante esplosione durante il passaggio tra anni sessanta ed anni settanta. In quel periodo avvengono i due principali eventi storici della musica pop-rock del XX secolo: il raduno di Woodstock negli USA e quelli dell'Isola di Wight nel sud dell'Inghilterra.
In Italia e in Europa il primo fu il 1° Festival Internazionale in Europa di Musica Pop, noto anche come First International European Pop Festival, che si tenne a Roma da sabato 4 a martedì 7 maggio 1968
; tra i successivi ci sono poi il Palermo Pop in Sicilia, che si tenne in tre edizioni dal 1970 al 1972, il Festival pop di Caracalla (1970 e 1971), il Festival di musica d'avanguardia e di nuove tendenze (1971-1974) e il Festival pop di Villa Pamphili (1972 e 1974). Successivamente sorserò in Italia diversi festival, tra gli altri, quello del Parco Lambro di Milano, organizzato in più edizioni da vari gruppi giovanili dell'epoca, in particolare quello orbitante attorno alla rivista Re Nudo.